# 约翰·法雷尔
约翰·爱德华·法雷尔（英語：John Edward Farrell，1962年8月4日—）出生于新泽西州蒙茅斯海滩，是美国职棒大联盟波士頓紅襪的前主教练，目前担任辛辛那提红人队的球探和ESPN棒球分析专家。曾擔任波士顿红袜的投手教練和多倫多藍鳥主教練，在球員時期主要擔任先發投手，曾效力过克里夫兰印地安人、加州天使和底特律老虎。

## 球员时期
约翰·法雷尔毕业于俄克拉何马州立大学，他在1984年的选秀中第二轮被克里夫兰印地安人队挑中。1987年8月18日，法雷尔在大联盟初登板。他在印地安人效力了4个赛季。由于右手肘的受伤使他错过了1991年和1992年球季。1993年法雷尔转至天使队效力，1995年回到了印地安人队，1996年在老虎队结束了职业生涯。

## 教练生涯
1997年，法雷尔回到母校俄克拉何马州立大学当助理教练。
2001年至2006年，法雷尔在印地安人队球团担任球员发展指导（Director of Player Development）。2003年和2004年印地安人队被今日美国评为年度最佳球团。
2007年，红袜队聘请法雷尔作为球队的投手教练，辅佐特里·弗兰克纳。

## 主教練生涯
- 2011年，藍鳥队聘请法雷尔作为球队的主教练。
- 2013年，法雷尔回鍋作为红袜队的主教练，執掌紅襪隊兵符第一年就帶進世界大賽。最終系列賽以4勝2敗淘汰紅雀，執教紅襪第一年就拿到世界大賽冠軍。
- 2016年，紅襪隊執行了總教練法雷尔至2018年的合約。
- 2017年，紅襪總教練法瑞爾（John Farrell）在2局下為了好壞球與主審爭論而被趕出場，隨著紅襪以4：5輸給太空人告別季後賽，法瑞爾與紅襪合約也進入最後一年。派卓亞（Dustin Pedroia）在滿壘、1人出局時，被主審判決三振，不滿的與主審大聲爭執，法瑞爾及時介入，犧牲自己避免主將被驅逐出場，由首席教練迪薩辛納（Gary DiSarcina）接手。

法瑞爾擔任紅襪教頭的5年間，幫球隊拿下一座世界大賽冠軍，3次拿下美聯東區冠軍，也是隊史唯一連續兩年幫助球隊分區封王的教頭，紅襪在2016年就已執行球隊選項，確定法瑞爾會執教到2018年。不過，在2017年季後賽出局後，連兩年一輪遊的季後賽成績讓球迷和球團的失望太大，雖然合約還有1年，但紅襪提前宣布解約。

## 總教練成績
| 球隊     | 年度     | 正規賽 | 正規賽 | 正規賽 | 正規賽      | 季後賽 | 季後賽 | 季後賽 | 季後賽           |
| 球隊     | 年度     | 勝     | 敗     | 勝率   | 排名        | 勝     | 敗     | 勝率   | 備註             |
| -------- | -------- | ------ | ------ | ------ | ----------- | ------ | ------ | ------ | ---------------- |
| 藍鳥     | 2011年   | 81     | 81     | .500   | 美國東區第3 | -      | -      | .---   |                  |
| 藍鳥     | 2012年   | 73     | 89     | .451   | 美國東區第4 | -      | -      | .---   |                  |
| 藍鳥合計 | 藍鳥合計 | 154    | 170    | .475   | -           | -      | -      | .---   |                  |
| 紅襪     | 2013年   | 97     | 65     | .599   | 美國東區第1 | 11     | 5      | .688   | 世界大賽冠軍     |
| 紅襪     | 2014年   | 71     | 91     | .438   | 美國東區第5 | -      | -      | .---   |                  |
| 紅襪     | 2015年   | 78     | 84     | .481   | 美國東區第5 | -      | -      | .---   |                  |
| 紅襪     | 2016年   | 93     | 69     | .574   | 美國東區第1 | 0      | 3      | .000   | 輸掉美聯分區賽   |
| 紅襪     | 2017年   | 93     | 69     | .574   | 美國東區第1 | 1      | 3      | .250   | 輸掉美聯分區賽   |
| 紅襪合計 | 紅襪合計 | 432    | 378    | .533   | -           | 12     | 11     | .522   | 一次世界大賽冠軍 |
| 合計:8年 | 合計:8年 | 586    | 548    | .517   | -           | 12     | 11     | .522   |                  |

## 私人生活
法雷尔现定居在俄亥俄州的西湖，他和妻子苏拥有3个儿子，全部在美国职棒大联盟选秀会上被选中。大儿子杰里米是内野手，曾在维吉尼亚州打大学棒球，2005年被科罗拉多落矶在第41轮选中，2008年至2012年期间在匹兹堡海盗小联盟系统效力，随后2013年至2015年在芝加哥白袜的小联盟球队打球。二儿子肖恩是出生于马歇尔大学的右投手，2011年第46轮被多伦多蓝鸟挑中，随后在芝加哥小熊的棒球运营部门工作。最小的儿子卢克曾是西北大学的右投手，2013年被堪萨斯皇家第6轮挑中。

## 外部連結
- 球員資訊和成績在MLB ，ESPN ，Retrosheet ，Baseball Reference ，Baseball Reference (Minors) ，Fangraphs ，The Baseball Cube （英文）